# Nikola Tanasković
Nikola Tanasković (Smederevska Palanka, 21 de octubre de 1997) es un jugador de baloncesto serbio que pertenece a la plantilla del KK Igokea de la liga de bosnia. Con 2,04 metros de altura puede jugar tanto en la posición de ala-pívot. Es hermano del también baloncestista Dušan Tanasković.

## Trayectoria profesional
Tanasković se formó en las categorías inferiores del KK Partizán Belgrado, con el que debutó en diciembre de 2015 y en el que jugaría hasta 2019, incluidas tres cesiones al KK Spartak Subotica en la temporada 2017-18 y al KK Mladost Zemun en la temporada 2018-19 y al OKK Beograd en 2019. Con el KK Partizán Belgrado se proclamó campeón de Copa en 2018.
En la temporada 2019-20, firmó por el KK Mega Leks de la Liga Serbia de Baloncesto.
En la temporada 2020-21, firma con KK Borac Čačak de la Liga Serbia de Baloncesto.
En junio de 2021, firma por dos temporadas con el KK Igokea de la Liga de baloncesto de Bosnia y Herzegovina, club en el que conquistó la liga y la Copa en su primera temporada.
En la temporada 2022-23, promedia 13,7 puntos y 5,9 rebotes en 28 minutos de media en la Liga Adriática, y 12,6 puntos y 8,3 rebotes en 31 minutos en la Basketball Champions League.
El 26 de marzo de 2023, firma hasta el final de la temporada con el Club Baloncesto Breogán de la Liga Endesa.
En julio de 2023 Tanaskovic vuelve al KK Igokea